# Parcelní číslo

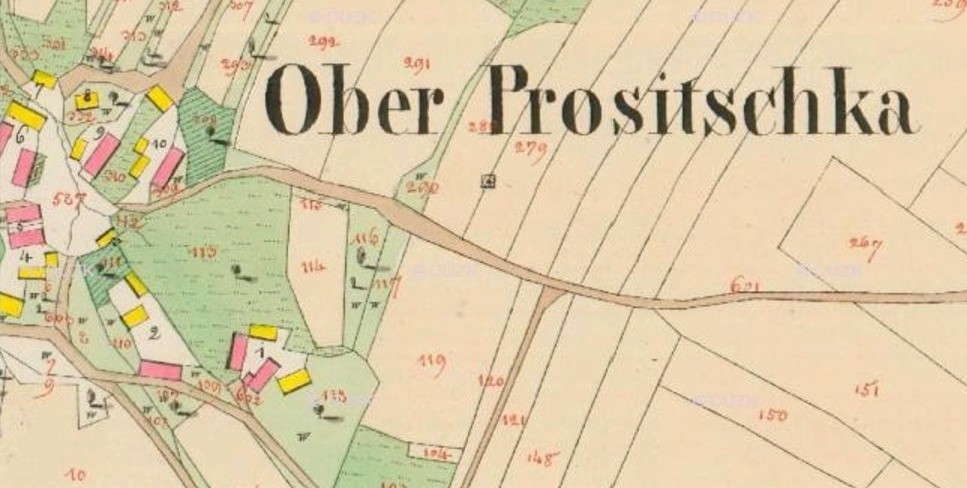
Čísla parcel v Horních Prosíčkách na mapě stabilního katastru z roku 1838

Parcelní číslo je identifikační číselné označení (územní prostorový identifikátor) parcely, a tedy i pozemku. Parcelní čísla se používají v katastru nemovitostí, katastrální mapě a v dalších případech, kdy je třeba pozemek přesně identifikovat. Čísla parcel se používají i k nepřímé identifikaci těch budov, které nejsou zapsány v katastru nemovitostí nebo nemají přiděleno domovní číslo.
V České republice jsou parcelní čísla přidělována v číselných řadách vždy v rámci katastrálního území. V některých katastrálních územích existují dvě číselné řady parcel, jedna pro takzvané pozemkové parcely a druhá pro stavební parcely. V ostatních katastrálních územích existuje společná (jednotná) číselná řada pro oba druhy parcel. Druh parcely se u parcelního čísla označuje slovně nebo například zkratkami st. pro stavební parcely a pp. pro pozemkové parcely, popřípadě st. pro stavební parcely a čísla pozemkových parcel bez rozlišení. V některých datových formátech se stavební parcely v samostatné číselné řadě rozlišují znaménkem minus, tedy jako záporná čísla.
Parcelní číslo je určováno v rámci vedení katastru nemovitostí při vzniku parcely a může být později změněno. Parcelní číslo se zpravidla mění zejména při převodu parcely z jednoho katastrálního území do jiného (například při změně hranic katastrálních území, při slučování nebo dělení katastrálních území atd.).
Číslování parcel v České republice vychází z katastrálního zákona (zákon č. 344/1992 Sb., o katastru nemovitostí České republiky) a z prováděcí vyhlášky 190/1996 Sb., o zápisech vlastnických a jiných věcných práv k nemovitostem. Způsob číslování parcel je stanoven v § 25 této vyhlášky.
Základem parcelního čísla je kmenové číslo. V případech, kdy původní parcela byla rozdělena na více parcel a ty nebyly zcela přečíslovány, jsou nové parcely označeny původním kmenovým číslem, za nímž je za lomítkem uvedeno poddělení, tedy pořadové číslo nové parcely v rámci původní parcely.
Některé parcely se dočasně dělí na díly. Jde o zemědělské a lesní parcely, které byly (zejména v období komunistického režimu v 50. až 60. letech 20. století) v rámci kolektivizace či znárodňování odňaty původním vlastníkům a sloučeny do větších celků a jejich hranice nejsou v terénu vyznačeny, ale z právního hlediska v důsledku restitucí jsou dnes samostatnými parcelami. Tyto parcely byly při přechodu z dřívější Evidence nemovitostí na dnešní Katastr nemovitostí zaevidovány v tzv. zjednodušené evidenci pozemkového katastru, a to do doby, kdy jsou v rámci pozemkových úprav nebo v rámci zápisu provedeného vkladem či záznamem řádně zakresleny do katastrální mapy, nebo do doby, kdy je pro dané katastrální území vyhlášena platnost mapy v digitální podobě. Do té doby jsou zobrazeny pouze v historických mapách pozemkového katastru.
Obvykle se parcelní číslo uvádí pouze s platnými číslicemi jednotlivých částí, tedy například „676/1“. V katastru nemovitostí se uvádí desetimístným kódem, kde první číslice označuje druh číslování (číselnou řadu, parcelní skupinu) – tedy 1 pro stavební parcelu v samostatné číselné řadě a 2 pro pozemkovou parcelu nebo pro parcelu ve společném číslování, následuje kmenové číslo v pěticiferné podobě, poddělení v trojciferné podobě a poslední číslicí (mimo standard informačních systémů veřejné správy) díl parcely nebo atribut parcely. tedy například 1006760010 pro výše uvedený příklad.